# Демократическая партия Экваториальной Гвинеи
Демократическая партия Экваториальной Гвинеи (исп. Partido Democrático de Guinea Ecuatorial, PDGE) правящая политическая партия Экваториальной Гвинеи. Была основана нынешним президентом страны Теодоро Обианг Нгема Мбасого 11 октября 1987 года. В настоящее время генеральным секретарём партии является Августин Нзе Нфуму.
Несмотря на легализацию в 1991 году оппозиционных партий, Демократическая партия является доминирующей партией в парламенте Экваториальной Гвинее. На парламентских выборах 2004 года 98 мест из 100 получили члены Демократической партии и официальной оппозиции. На выборах 2008 года вместе с союзниками получила 99 мест. На парламентских выборах 2013 года с партиями, поддерживающими президента, получила 100 мест в парламенте.
На президентских выборах, как правило, действующий президент Обианг получает 95-99 % голосов избирателей.

## Позиция партии
Демократическая партия не имеет руководящей идеологии, кроме поддержки Обианга. Одна из его немногих конкретных политических позиций является поддержка иностранных инвестиций в нефтяной сектор. Некоторые из немногих других догматов PDGE являются милитаризм и анти-сепаратизм[что?].
Лидеры общин во всех сельских районах Экваториальной Гвинеи практикуют принудительное вступление граждан в партию.
Хотя почти все высшие политические назначения занимают бывшие военнослужащие, основная военная сила — армия, испытывает недофинансирование в пользу военно-морской и военно-воздушной эксплуатации[стиль]. Государственные расходы составляют менее 10 % от ВВП, при этом военные расходы приходится примерно 25-35 % от этой цифры. Сумма бюджетных средств, выделяемых на школьное образование, здравоохранение и других подобных инвестиций в непосредственной близости от военного бюджета. Конституция гарантирует, что правительство будет иметь монополию в некоторых отраслях промышленности, хотя многое было сделано, чтобы приватизировать эти отрасли, аналогично тому, как бурение нефтяных скважин было приватизировано. Членом партии также является министр по делам женщин, а в последние годы[когда?] проведена программа расширения прав и возможностей женщин.